# 高大罌粟花綜合症
高大罌粟花綜合症（英語：Tall Poppy Syndrome）是澳洲和紐西蘭的一個流行用語，用來形容一種在社群文化中，集體地對某類人的批判態度，屬於意識形態表達的一種方式。當任何一個人在社會上達到某程度上成功的時候，而惹來社群中不約而同的，自發性的，集體性的批評。通常，這種批評也會從社區領袖們口中而出，亦帶有反智主義，特別是對知識分子的懷疑和鄙視。

## 起源
這個用語源自古希臘哲學家亚里士多德著作《政治學》第5卷第10章與義大利歷史學家李維《羅馬史》第1卷。亚里士多德寫道：希臘哥林多暴君佩里安德向米利都暴君色拉西布洛斯用行動來獻計：將玉米的頂部切去。意思即是：「我們一定要經常將最成功的人剷除。」另外，李維亦提到羅馬暴君盧修斯·塔克文·蘇佩布兒子塞斯圖斯·塔克文的信使向他傳遞他兒子的信息：「我已控制大局，下一步應該怎樣做？」父親一言不發，走到花園裡拿着一條棍子用力一掃，把最高大的罌粟花頂部切去。信使等得不耐煩，乾脆回程把他所看見的告訴暴君的兒子。塞斯圖斯聽到這件事後，意會到他父親希望他能夠將加比這地方最具勢力的人士殺掉。

## 歷史
由於移居至澳洲和紐西蘭的移民，普遍相信每一個人不論出身富貴或寒微，都應該受到敬佩和尊重。他們普遍有一種「平等主義」待人態度，這個意識，在澳洲人怎樣地看重集體談判權和工人權益這兩件事上，表露無遺。他們普遍不認同「出身決定一切」的理念。這一種反勢利的態度，很可能源自澳洲人對英國人階級觀念的反抗。

## 現代演繹
這種現象通常被看為對有成就的人發出的怨氣。贊同這態度的人，通常會告訴你他們只是攻擊那些自認為很成功而半點謙卑也沒有的人。從能夠看見的例子中顯示，人們並不鄙視他人成功，鄙視的反而是這些人的勢利，自視過高和自以為有學識態度。澳洲和紐西蘭都有很多成功的人，例如：澳洲實業家嫡·史密斯与史提夫·天道爾，都沒有受到這種敵意對待。澳洲人比較喜歡支持處於劣勢的弱者。在現今的澳洲社會裡，當有公衆名人或政客受到攻擊和批評時，人們便會將高大罌粟花綜合症用作解釋，雖然明眼人一看便看到這個受到攻擊的名人是咎由自取的。批評者批評澳洲人這種態度，跟美國人對成功人士羨慕和敬佩的態度大相逕庭。
该现象在全球各地亦有不同的表述。在大中华地区，该现象被称做「枪打出头鸟」、「木秀于林，风必摧之」或「出头椽儿先朽烂」；在日本，该现象被称做「出る杭は打たれる」(突出来的钉子会被锤下去)；而在北欧，该现象更是被总结为「詹代法则」。

## 註腳
1. ↑  Molony, John. . Parkville: Melbourne University Press. 2000. ISBN 978-0-522-84903-5.

## 外部參考
- Feather, N. T. (1989) Attitudes towards the high achiever: The Fall of the Tall Poppy. "Australian Journal of Psychology, 41," pgs.239-267